# Cabeço Chão
O Cabeço Chão é um povoado açoriano localizado na freguesia da Bandeiras, concelho da Madalena do Pico, ilha do Pico, arquipélago dos Açores.
Este povoado localiza-se entre os Biscoitos, o Cais do Mourato e a freguesia das Bandeiras.